# آواز (درمیان)
روستای آواز، روستایی در دهستان گزیک بخش گزیک شهرستان درمیان استان خراسان جنوبی ایران است.
مردم روستا فارس و با گویش محلی سخن می‌گویند.

## جغرافیا
این روستا به لحاظ موقعیت جغرافیایی در ۶۰ درجه و ۱۵ دقیقه طولی شرقی و ۳۲ درجه و ۵۷ دقیقه عرض شمالی و در ارتفاع ۱۲۹۰ متری از سطح دریا قرار گرفته است و فاصله آن تا مرکز بخش ۵ کیلومتر و تا مرکز شهرستان ۳۶ کیلومتر و تا مرکز استان ۱۳۷ کیلومتر می‌باشد. این روستا از شمال به دهستان گزیک و کوه‌های آن از جنوب به روستاهای نصرالدین و گاویج و از شرق به دشت گلورده و مرز افغانستان و از غرب به سایت سیمان باقران و شهر طبس مسینا محدود می‌باشد.

## جمعیت
بر پایه سرشماری عمومی نفوس و مسکن در سال ۱۳۹۵ جمعیت این روستا ۱٬۶۹۶ نفر (در ۴۵۷ خانوار) بوده است.

## کسب و پیشه مردم
مردم روستای آواز عمدتا عشایر کوج نشین و کشاورز هستند.
عشایر عموما بصورت سنتی ییلاق و قشلاق و بعضا بصورت حرفه‌ای مستقر در حاشیه روستا به دامپروری مشغول هستند. عمده دام روستا بز و میش  و گاو است. 
عشایر در فصل زمستان و عموما اواخر هر سال در دشت گلورده، دشت بنی، چاه ضامن و دشت کلغری هزار سنگوو مستقر هستند که مراتع اختصاصی عشایر روستا است. مراتع این دشت‌ها در فاصله 5 کیلیومتری نوار مرزی با کشور افغانستان گسترده شده که از سالیان طولانی و با قدمت بالای 100 سال، این مراتع در اختیار عشایر روستای آواز است.
عشایر آواز در فصل بهار نیز به کوه‌های گزیک و کلاته‌های مَرق، اْلنگ مَرق، کرکس اوو، رومنجو، چلونک، رود کال و ... کوچ می‌کنند.
کشاورزان روستا نیز با کشت گندم، جو، جغند قند، کَنوو و ... روزگار می‌گذرانند. باغداری و برداشت زرشک و زعفران نیز از دیگر پیشه‌های کشاورزان در آواز است.
روستا دارای دو قنات (قنات مرکزی و قنات شمس آباد) و شش حلقه چاه کشاورزی است.
قنات‌ها و اکثر زمین‌های کشاورزی روستا تا قبل از انقلاب در تملک خاندان اسدالله علم بوده است که پس از انقلاب بین بزگرهای (اصطلاحی محلی برای کشاورزان مزدکار) روستا که برای خاندان علم کشاورزی می‌کردند تقسیم شده است.

## «باغ سرکار» ی
باغ سرکار، باغی بسیار بزرگ و با طراحی چشم نواز در ابتدای قنات مرکزی آواز بنا شده بود که متعلق به خاندان علم بوده است. این باغ به شکل و اندازه بزرگتر از باغ اکبریه بیرجند احداث شده بود، به گونه ایی که دارای پیاده‌راه‌های بزرگ با حاشیه درختان کاج به عمری بیش از 100 سال بوده است.
این باغ دارای سه خیابان و راهروی اصلی در مرکز و دو طرف باغ بود که با درختان کاج بلند و تنومند پوشیده شده و همواره سایه دلنشینی داشت که با گذر آب قنات از مرکز این باغ، فضای دلبرایی را ایجاد می‌کرد.
متاسفانه به دلیل بی‌توجهی دولت و دخل و تصرف سودجویانه مالکان، این باغ پس از انقلاب و در اواخر دهه 60 هجری شمسی باهدف فروش چوب درختان ویران شد و اکنون تنها تلی از خاک از این باغ باصفا با معماری ایرانی باقی مانده است.
باغی که اگر پابرجا بود قطعا با باغ‌های توریستی ایران رقابت می‌کرد.
نمایی از ویرانه‌های باغ سرکاری در روستای آواز
برای دیدن تصویر به بخش عکس‌ها و بر روی عکس 360 درجه کلیلک شود.

## زلزله
زمین‌لرزهٔ ۱۳۷۶ قائن در ۲۰ اردیبهشت ۱۳۷۶ ساعت ۱۲:۲۷ به وقت محلی (۱۰ مه ۱۹۹۷ ساعت ۰۷:۵۷ به وقت هماهنگ جهانی)، استان خراسان در شرق ایران را لرزاند. بزرگای این زمین‌لرزه ۷٫۳ ریشتر اندازه‌گیری شد و مرکز آن در روستای اردکول در ۲۷۰ کیلومتری جنوب مشهد قرار داشت. بر اثر این زمین‌لرزه روستای آواز به صورت کلی ویران شد و باعث شد برای دو سال مردم زلزله‌زده در چادر زندگی کنند. 
در این زمین لرزه حدود ۸۵ نفر از مردم آواز اعم از زن، مرد و پیر و جوان کشته شدند. به دلیل حضور عشایر در قشلاق، تعداد کشته‌ها کم بود.

## شهدای آواز
روستای آواز شش شهید دارد.
1- شهید عبدالرحمن خسروی
نام پدر: محمد
تاریخ تولد: ۱۳۴۰/۰۱/۲۷ - محل تولد: آواز
تاریخ شهادت: ۱۳۶۱/۰۲/۱۶ - محل شهادت: پاسگاه زید
محل دفن: آواز - یگان خدمتی: ارتش
2- شهید نور احمد آوازی
نام پدر: یعقوب
تاریخ تولد: ۱۳۳۶/۰۳/۰۲ - محل تولد: آواز
تاریخ شهادت: ۱۳۶۷/۰۳/۲۶ - محل شهادت: سومار
محل دفن: آواز - یگان خدمتی: ارتش
3- شهید محمد اکبری
نام پدر: غلام نبی
تاریخ تولد: ۱۳۴۷/۰۱/۰۱ - محل تولد: آواز
تاریخ شهادت: ۱۳۶۷/۰۵/۰۴ - محل شهادت: جاجی عمران
محل دفن: آواز - یگان خدمتی: ارتش
4- شهید محمد مولایی
نام پدر: غلام علی
تاریخ تولد:۱۳۴۳/۰۱/۱۰ - محل تولد: آواز
تاریخ شهادت: ۱۳۶۲/۰۹/۰۳ - محل شهادت: پاسگاه سنندج
محل دفن: آواز - یگان خدمتی: ارتش
5- شهید غلام نبی قربانی
نام پدر: نظر
تاریخ تولد:۱۳۴۳/۰۱/۰۱ - محل تولد: پاتنگ
تاریخ شهادت: ۱۳۶۵/۱۲/۰۴ - محل شهادت: سومار
محل دفن: آواز - یگان خدمتی: ارتش
6- شهید ابراهیم عنانی
نام پدر: تاج گل
تاریخ تولد: ۱۳۴۲/۱۲/۱۰ - محل تولد: اواز
تاریخ شهادت: ۱۳۸۰/۸/۰۵ -محل شهادت: گزیک
محل دفن: آواز - یگان خدمتی: نیروی انتظامی

## روستا در رسانه‌‌ها
- فیلم یک

- مستند روستای آواز در شبکه مستند سیما

- شاهدانه روستای آواز. شاهدانه یا کنوو از گیاه شاهدانه برداشت می‌شود و در روستای آواز به عنوان یک محصول کشاورزی کاشت و برداشت می‌شود.

- روستای آواز در خبرگزاری برنا

- آشنایی با فرهنگ و آداب و رسوم مردم روستای آواز در برنامه کوچه باغ شبکه خاوران خراسان جنوبی - تولید و پخش ۲۷ دی ۱۴۰۲